# Số UN
Số UN hoặc ID của Liên Hợp Quốc là những con số có bốn chữ số xác định các chất độc hại, các sản phẩm (như chất nổ, chất lỏng dễ cháy, chất độc hại,...) trong khuôn khổ của vận tải quốc tế. Một số chất độc hại có số UN riêng của chúng (ví dụ như acrylamide có UN2074), trong khi các nhóm hoá chất hoặc các sản phẩm có tính chất tương tự nhận được một số UN thông thường (ví dụ như chất lỏng dễ cháy, không có quy định khác, có UN1993). Một hóa chất ở trạng thái rắn của nó có thể nhận được một số UN khác với giai đoạn lỏng nếu đặc tính nguy hiểm của nó khác biệt đáng kể; chất với mức độ khác nhau của sự tinh khiết (hoặc nồng độ trong dung dịch) cũng có thể nhận được các số khác nhau của Liên Hợp Quốc.
Số UN có dải số từ UN0001 đến UN3506 và được định ra bởi Ủy ban Chuyên gia Liên Hợp Quốc về Vận chuyển Hàng hoá Nguy hiểm. Các số này được công bố là một phần của Khuyến cáo về Vận chuyển Hàng hoá Nguy hiểm, còn được gọi là Sách Cam. Những khuyến cáo này được thông qua bởi các tổ chức quản lý chịu trách nhiệm về các chế độ vận tải khác nhau.
Không có số UN phân bổ cho các chất không độc hại. Những chất không độc hại đơn giản là sẽ không có số UN.